# نورث هودسون (نيويورك)
نورث هودسون (بالإنجليزية: North Hudson, New York)‏ هي بلدة أمريكية تقع في الولايات المتحدة في مقاطعة إيسيكس، نيويورك. يقدر عدد سكانها بـ 240 نسمة ومساحتها 474.5 كم2 وترتفع عن سطح البحر 472 متر.